# Teatro Municipal del Cusco
El Teatro Municipal del Cusco "Daniel Estrada Pérez" es el principal teatro de la ciudad del Cusco, Perú. Tiene una capacidad de 771 butacas. Sirve de escenario principal de la Orquesta Sinfónica del Cusco. Si bien, conforme su nombre lo señala, es un teatro "municipal", su administración no está a cargo de la Municipalidad Provincial del Cusco sino de la Dirección Desconcentrada de Cultura del Gobierno Regional del Cusco. Fue bautizada en honor al alcalde de la ciudad Daniel Estrada Pérez durante cuya gestión edil se inauguró el teatro.
El inmueble donde se ubica el teatro fue construido en 1933 para funcionar como cine. Fue el conocido "Cine Italia" que posteriormente tomó el nombre de "Cine Teatro Colón" y que, tras ser abandonado a fines del siglo XX, pasó a albergar el Teatro Municipal. La portada que sirvió de ingreso a los cines y al actual teatro fue la antigua portada del Hospital Colonial de San Andrés que existió en el siglo XVII y que rescatada y trasladada a esa ubicación desde el solar original del antiguo hospital ubicado más al sureste en la calle San Andrés.

## Antiguo Teatro Municipal
El edificio actual es el segundo Teatro Municipal de la ciudad. El primer Teatro Municipal se encontraba en la primera cuadra de la Avenida El Sol, fue construido a inicios del siglo XX y tuvo que ser derruido en los años 1950 luego del terremoto de ese año. El edificio tenía una fachada de tres pisos y una gran entrada por las alas laterales y arcos que le añadían dimensionalidad horizontal, sobresaliendo la zona central sostenida por un pórtico en arco escarzano y coronada por frontón triangular. Se podían identificar elementos de estilo neoclásico como el frontón, frisos, cornisas, fustes y columnas con capiteles de estilo dórico usados solo como elementos decorativos.

#### Libros y publicaciones
- Angles Vargas, Víctor (1983). Historia del Cusco (Cusco Colonial) Tomo II Libro Segundo. Lima: Industrialgráfica S.A.

- Datos: Q114269274
- Multimedia: Teatro Municipal del Cusco / Q114269274